# توفيق الدجاني
توفيق الدجاني (1870-1958) هو شاعر وفقيه فلسطيني ولد في مدينة يافا. تُوفي والده حين كان صغيراً، فكفله أخوه الشيخ سعيد الدجاني وتلقى العلم منه. كما درس بالأزهر الشريف في مصر، ثم عاد إلى يافا وعمل في المحاماة، وكان له مكتبة غنية بالكتب.عُيّن بعد ذلك رئيسًا لدائرة المعارف في يافا، وعندما تُوفي مفتي المدينة الشيخ علي أبو المواهب انتخب مفتيًا خلفًا له. وقد عرف الدجاني بنظم الشعر.

## حياته
أبعدت الحكومة التركية توفيق وعائلته إلى الأناضول خلال الحرب العالمية الأولى، كما أبعد زميليه مفتيي الخليل وغزة، وكان قد اصطحب معه إلى منفاه في قره جه بك (بلدة صغيرة في ولاية بورصة) مكتبته الكبيرة، فانكب وأسرته على المطالعة. ثم نقلوا إلى قونية حتى نهاية الحرب، ثم عاد إلى يافا سنة 1918. وعرف بعد ذلك بما كان يجمعه من معونات لتزويد الحركات الثورية العربية كالثورة السورية وثورة الأمير محمد بن عبد الكريم الخطابي في الريف المغربي. وكان بينه مضافة لكبار القادمين إلى يافا مثل عبدالله النديم. وقد اضطر عام 1948 إلى النزوح عن يافا إلى الزرقاء في شرقي الأردن حيث توفي.